# واریس (شخصیت)
واریس یکی از شخصیت‌های خیالی رمان ترانه یخ و آتش به نویسندگی جرج آر. آر. مارتین و سریال فانتزی بازی تاج‌وتخت می‌باشد. این شخصیت در سال ۱۹۹۶ در رمان بازی تاج‌وتخت معرفی شد. واریس اهل شهر خیالی لیس است.
او مجدداً در سال ۱۹۸۸ در نبرد پادشاهان و در سال ۲۰۰۰ در طوفان شمشیرها و در سال ۲۰۱۱ در رقصی با اژدهایان ظاهر شد. در اقتباس شبکه اچ‌بی‌او این نقش توسط کنلت هیل نمایش داده شد.
در کودکی به عنوان برده‌ای به یک جادوگر فروخته و آلت مردانه‌اش برای ساخت طلسم بریده شد. لرد واریس ارباب زمزمه‌ها نیز نامیده می‌شود. جاسوسانی در تمام کینگز لندینگ دارد و از اخبار شهر و پچ پچ‌های قصر آگاه است. او فردی باهوش و سیاستمدار است؛ دست‌هایی پشت پرده دارد و بدون گذاشتن ردپایی از خود در امور دخالت می‌کند. آمال شخصی ندارد و در پی برقراری رفاه و عدالت برای مردم است. آرمان‌های دنریس در برقراری صلح و آزادی را باور دارد و هوش و عدالت تیریون را در راستای آرمان خود می‌داند. با به قتل رسیدن تایوین لنیستر توسط تیریون امکان اتحاد بین دنریس و تیریون را فراهم می‌بیند و زمانی که تیریون به جرم قتل پدرش در انتظار مجازات است، او را فراری می‌دهد. در نهایت، زمانی که به عنوان مشاور دنریس فعالیت می‌کند، قبل از جنگ کینگزلندینگ، متوجه خطری که از جانب دنریس مردم را تهدید می‌کند می‌شود و با برملا کردن راز نسبت خونی دنریس و جان به جرم خیانت  توسط دراگون، اژدهای دنریس، اعدام می‌شود.